# 小山隆治
小山 隆治（こやま たかはる、1948年7月8日 - 2018年9月11日）は、日本の陸上競技（中距離走・長距離走）選手。3000メートル障害の元日本記録保持者であり、日本選手権6連覇、オリンピック出場2回。1972年ミュンヘンオリンピックでは決勝進出を果たした。ロードレースでも箱根駅伝や全日本実業団駅伝で成績を残している。

## 経歴
福岡県出身。常磐高等学校を経て順天堂大学に入学。順天堂大学では、箱根駅伝に4年連続出場、区間賞1回。
1971年、大学を卒業してクラレに入社。日本選手権では1971年から1976年まで3000メートル障害で6連覇を達成した。
1972年ミュンヘンオリンピックでは3000メートル障害と5000メートル競走に出場。3000メートル障害では日本選手として初めて本選出場を果たし、9位（8分37秒8）。
1974年に8分21秒6をマークし日本記録を更新。1976年モントリオールオリンピックでは3000メートル障害に出場した。
2018年9月11日、70歳で死去。